# Усть-Кубінський район
Усть-Кубінський район (рос. Усть-Кубинский район) — муніципальне утворення у Вологодській області Росії. Адміністративний центр - село Устя.
Назва походить від річки Кубени, назва якої раніше часто передавалося на письмі як «Кубіна». Саме цей варіант написання і закріпився в назві району.

## Географія
Район межує з Харовським, Вожегодським, Вологодським, Сокольським, Кириловським районами області. Площа території - 2,44 тис. км², що становить 1,7% від площі Вологодської області. Загальна протяжність з півночі на південь 85 км, із заходу на схід 43 км.
Основна річка - Кубена, на півдні розташоване Кубенське озеро.

## Населення
Населення - 7843 осіб (2017 рік).